# Први рат дијадоха
Први рат дијадоха назив је за оружани сукоб Александрових наследника који је вођен од 322. до 320. године п. н. е. Против законитог владара Пердике формирана је коалиција коју су чинили дијадоси Кратер, Антигон, Антипатер, Птолемеј и Лизимах. Рат је завршен поразом и погибијом Пердике и Антипатеровим проглашењем намесника са неограниченом влашћу. Антипатер је извршио нову поделу сатрапија и тиме осигурао двогодишњи мир.

## Увод
Александар Македонски умро је јуна 323. године п. н. е. Последњих дана свога живота је изгубио моћ говора те није могао именовати свога наследника. Једини гест био је давање прстена са царским печатом соматофилаку и хилијарху Пердики. Пердика је због тога себе сматрао законитим наследником великог македонског цара. Александров болесни полубрат Аридај је био само лутка у његовим рукама. Пердика је својом жељом да се свима наметне као владар изазвао стварање коалиције осталих дијадока против себе. Била је то прва коалиција коју су дијадоси формирали након Александрове смрти. Чинили су је: Кратер (најстарији у војсци и победник над Грцима у Ламијском рату), Антипатер (владар европског дела царства), Антигон (сатрап Велике Фригије) и Птолемеј (владар Египта). На страни Пердике остао је генерал Еумен.

## Повод
Као повод за избијање сукоба искоришћен је спор око Александровог гроба. За питање Александровог наследства било је од изузетне важности где ће бити гроб великог цара. Дијадоси су се у Вавилону договорили да га сахране у оази Сивах како би био изнад домашаја свих дијадоха. Војницима је објашњено да је то била Александрова жеља. Међутим, Птолемеј није имао намеру да пропусти караван да прође кроз његову територију већ да Александра сахрани у Мемфису. Због тога Пердика одлучи да га изигра и сахрани Александра у Македонији. Међутим, Птолемеј се договорио са Аридајом да поворка скрене према југу и дође до Дамаска. Када је стигла у Сирију, Птолемеј ју је с војском приморао да промени правац и крене ка Египту. Александар је привремено сахрањен у Мемфису у ишчекивању изградње маузолеја који ће примити његове остатке. Овај инцидент значио је обијање послушности Пердики и избијање првог рата дијадоха.

## Почетак рата
Антигон са својом војском прелази из Мале Азије у Македонију где склапа коалицију са Антипатером и Кратером. Убрзо им се придружују Птолемеј и Лизимах. Сва тројица, Антипатер, Антигон и Кратер, прелазе у Азију. У Македонији су оставили Полиперхона на управу. Пердика је Птолемеја сматрао најопаснијим противником. Због тога је лично кренуо у Египат. Еумена је послао на Хелеспонт да спречи прелазак осталих дијадоха у Азију. Поверио му је своје најоданије официре - Неоптолема и Алкету.

## Пердикина смрт
Почетком 321. године п. н. е. Пердика са војском стиже у Египат. Узалуд је покушавао да пређе Нил код Пелузија јер је вода стално рушила прелазе које су градили. Прелазе на другим местима онемогућавао је Птолемеј. Због тога Пердика одлучи да преко ноћи оде до Мемфиса и тамо покуша прелаз. Међутим, вода је била дубока. Пердика је изгубио 2000 војника, а у својој намери није успео. Ова несрећа је изазвала побуну војника. Скована је завера у којој је Пердика убијен у своме шатору. Пердикино место привремено заузимају Аридај и Питон.

## Крај рата
Савезници у Малој Азији поделили су своје снаге; Антигон је кренуо на Кипар како би одатле пребацио војску у Египат и помогао Птолемеју. Антипатер је пошао у Киликију како би напао Пердикине трупе са леђа. Кратер се сукобио са Еуменом. Место битке Кратера и Еумена нам је непознато. У бици Еумен односи победу, а Кратер гине у боју. Међутим, Кратерови Македонци одбијају да се придруже Еуменовој војсци и придружују се Антипатеровој. У јесен 321. године снаге Антипатера, Антигона и остаци Кратерових снага се састају код мета Трипарадиса где је постигнут први договор међу дијадосима.

## Последице
Према договору закљученом у Трипарадису, Антипатер је као најстарији и најутицајнији дијадох добио функцију намесника са неограниченом влашћу и задатком да реорганизује државу. У новој реорганизацији највише користи добио је Антигон. Он је заузео Пердикино место команданта над азијским снагама. Птолемеј и Антипатер задржали су своје поседе (Египат и европски део царства). Победа коалиције у првом рату дијадоха и Антипатерово преузимање главне улоге донеће царству двогодишњи мир. Нови рат дијадоха биће изазван смрћу Антипатера и борбом око његовог наслеђа.